# Casa da Afreita
A Casa da Afreita é um imóvel localizado em Nevogilde, no Município de Lousada.
A capela, junto da casa principal, está registada nos arquivos da secretaria da diocese do Porto (Paço Episcopal), no ano de 1712. A propriedade possui dois moinhos movidos a água.